# Abril Reche
Abril Reche (La Plata, Provincia de Buenos Aires, Argentina; 4 de abril de 2001) es una futbolista argentina. Juega de defensora en Racing Club de la Primera División Femenina de Argentina.

## Trayectoria

### Inicios
Comenzó jugando al fútbol a los 5 años con sus hermanos para luego tener paso por la Escuelita de Fútbol de Estudiantes a los 9 años, después tuvo paso por la Liga Platense en For Ever.

### Boca Juniors
En agosto de 2017 llega como refuerzo de "Las Gladiadoras".

### Gimnasia y Esgrima La Plata
En julio de 2019 se suma a "Las Lobas". En septiembre de 2020 renueva su vínculo y en diciembre del mismo año firma su primer contrato profesional.

### Independiente del Valle
El 5 de enero de 2022 ficha por Dragonas IDV, como se conoce al equipo femenino de Independiente del Valle.

### River Plate
El 14 de enero de 2023 el conjunto de Núñez hace oficial la llegada como refuerzo de Reche, de cara a la temporada 2023.
RACING CLUB (club actual)
El 13 de enero de 2024 hizo oficial su llegada como refuerzo. 

## Selección nacional
En febrero de 2018 recibió su primer convocatoria a la Selección Argentina de Fútbol Sub-17.

## Estadísticas

### Clubes
| Club                                   | País      | Año           |
| -------------------------------------- | --------- | ------------- |
| Boca Juniors                           | Argentina | 2017 - 2019   |
| Gimnasia y Esgrima La Plata            | Argentina | 2019 - 2022   |
| Independiente del Valle (Dragonas IDV) | Ecuador   | 2022 - 2023   |
| River Plate                            | Argentina | 2023-2024     |
| Racing Club                            | Argentina | 2024 presente |